# Heteropoda sartrix
Heteropoda sartrix este o specie de păianjeni din genul Heteropoda, familia Sparassidae. A fost descrisă pentru prima dată de L. Koch, 1865. Conform Catalogue of Life specia Heteropoda sartrix nu are subspecii cunoscute.